# Liste der Kulturdenkmäler in Guntershausen (Baunatal)
Die Liste der Kulturdenkmäler in Guntershausen (Baunatal) enthält alle Kulturdenkmäler im Stadtteil Guntershausen der nordhessischen Mittelstadt Baunatal, die in der vom Landesamt für Denkmalpflege Hessen 2011 herausgegebenen Denkmaltopographie veröffentlicht wurden.

## Legende
- Bezeichnung: Nennt den Namen, die Bezeichnung oder die Art des Kulturdenkmals.
- Lage: Nennt den Straßennamen und wenn vorhanden die Hausnummer des Kulturdenkmals. Die Grundsortierung der Liste erfolgt nach dieser Adresse. Der Link „Karte“ führt zu verschiedenen Kartendarstellungen und nennt die Koordinaten des Kulturdenkmals.
- Datierung: Gibt die Datierung an; das Jahr der Fertigstellung bzw. den Zeitraum der Errichtung. Eine Sortierung nach Jahr ist möglich.
- Beschreibung: Nennt bauliche und geschichtliche Einzelheiten des Kulturdenkmals, vorzugsweise die Denkmaleigenschaften.
- Objekt-Nr: Gibt, sofern vorhanden, die vom Landesamt für Denkmalpflege vergebene Objekt-ID des Kulturdenkmals an.

## Denkmalliste
| Bild                                              | Bezeichnung                                       | Lage | Beschreibung | Bauzeit           | Objekt-Nr. |
| ------------------------------------------------- | ------------------------------------------------- | --- | --- | ----------------- | ---------- |
| Bild gesucht BW                                   | Gesamtanlage historischer Ortskern                | Alte Kirchgasse Lage | Gesamtanlage historischer Ortskern: 1-3, 5, 7, 9, 2-4; Dorfstraße 1, 3, 5, 7, 9, 11, 15, 2-6, 8, 10-14; Klackerweg 2, 4; Neue Kirchgasse 1, 2, 4-6                            | Ende 18. Jh.      | 88342 DDB  |
| Bild gesucht BW                                   | Fachwerkgebäude                                   | Alte Kirchgasse 3 LageFlur: 4, Flurstück: 24/1 | Kleinmaßstäbliches Fachwerkgebäude | 1. Hälfte 19. Jh. | 87969 DDB  |
| Bild gesucht BW                                   | Fachwerkgebäude                                   | Alte Kirchgasse 5 LageFlur: 4, Flurstück: 20/1 | Zweigeschossiges Fachwerkgebäude | Ende 18. Jh.      | 87957 DDB  |
| Bild gesucht BW                                   | Fachwerkgebäude                                   | Alte Kirchgasse 7 LageFlur: 4, Flurstück: 146/26 | Zweigeschossiges Fachwerkgebäude mit Eichenfachwerk | 2. Hälfte 17. Jh. | 87958 DDB  |
| Ehem. Verwaltungsgebäude der Hessischen Nord-Bahn | Ehem. Verwaltungsgebäude der Hessischen Nord-Bahn | Am Bahnhof 2 LageFlur: 5, Flurstück: 75/1 | Ehem. Verwaltungsgebäude der hessischen Nordbahn | 2. Hälfte 19. Jh. | 87959 DDB  |
| Bild gesucht BW                                   | Sachgesamtheit ehem. Wassermühle                  | An der Wassermühle 12 LageFlur: 7, Flurstück: 4/1 | Sachgesamtheit ehem. Wassermühle: vierseitige Anlage der ehem. Wassermühle am nördlichen Ufer der Bauna mit Hauptgebäude, Wirtschaftsgebäuden und Backhaus                    | Anfang 18. Jh.    | 88382 DDB  |
| Bild gesucht BW                                   | Fachwerkwohnhaus                                  | Dorfstraße 3 LageFlur: 4, Flurstück: 12/5 | Zweigeschossiges Fachwerkwohnhaus | um 1850           | 87960 DDB  |
| Bild gesucht BW                                   | Hofanlage                                         | Dorfstraße 5 LageFlur: 4, Flurstück: 57/1 | Hofanlage mit Wohnhaus (einst Einhaus) in zweigeschossiger Rähmbauweise und verputztem Fachwerk                                                                               | Ende 18. Jh.      | 87961 DDB  |
| Bild gesucht BW                                   | Wohnhaus                                          | Dorfstraße 7 LageFlur: 4, Flurstück: 49/1 | Kleinformatiges frei stehendes Wohnhaus in Rähmbauweise | Ende 18. Jh.      | 87962 DDB  |
| Bild gesucht BW                                   | Fachwerkgebäude                                   | Dorfstraße 8 LageFlur: 4, Flurstück: 43/5 | Zweigeschossiges Fachwerkgebäude | bez. 1859         | 87963 DDB  |
| Bild gesucht BW                                   | Hofanlage                                         | Dorfstraße 9 LageFlur: 4, Flurstück: 109/53 | Hofanlage mit Fachwerkwohnhaus und Wirtschaftsgebäude | um 1780           | 87964 DDB  |
| Bild gesucht BW                                   | Wohnhaus                                          | Dorfstraße 15 LageFlur: 4, Flurstück: 32 | Zweigeschossiges Wohnhaus in Sichtmauerwerk | bez. 1893         | 87965 DDB  |
| weitere Bilder                                    | Eisenbahnbrücke über die Fulda                    | Fulda (Gew. I-B), Hinter der Brücke (Überschwemmungsgebiet), Guxhagener Grenzwiesen (Überschwemmungsgebiet), Eisenbahn (Überschwemmungsgebiet), Eisenbahn, Am Bahnhof (Überschwemmungsgebiet), LageFlur: 2, 5, 6, Flurstück: 15/4, 40/2, 41, 98, 45, 46, 55/1, 55/3, 60/1 | Eisenbahnbrücke über die Fulda für die Strecke zwischen Kassel und Bebra mit einer Länge von 238 m und einst 13 hohen Sandsteinbögen, die im Mittelteil 1945 gesprengt wurden | 1847–49           | 926402 DDB |
| Bild gesucht BW                                   | Fuldabrücke                                       | Fulda (Gew. I-B), Brückwiesen, An der Fulda (Überschwemmungsgebiet) LageFlur: 2, 5, Flurstück: 25/1, 25/3, 54, 80/5 | Wirtschaftsbrücke mit drei Flachbögen als jederzeit befahrbare Verbindung zu den genutzten Flächen auf dem rechten Fuldaufer                                                  | 1926              | 87975 DDB  |
| Bild gesucht BW                                   | Villa                                             | Grifter Weg 23 LageFlur: 7, Flurstück: 39/7 | Repräsentative zweigeschossige Villa im Landhausstil des Historismus | 1904              | 87967 DDB  |
| Bild gesucht BW                                   | Flaktürme                                         | Hinter der Brücke (Überschwemmungsgebiet), Guxhagener Grenzwiesen (Überschwemmungsgebiet) LageFlur: 2, 6, Flurstück: 15/4, 45 | Zwei Flaktürme aus dem Zweiten Weltkrieg östlich und westlich der Bahngleise, zweigeschossige Backsteinbauten                                                                 |                   | 88236 DDB  |
| Bild gesucht BW                                   | Ehem. Hofanlage                                   | Klackerweg 2 LageFlur: 4, Flurstück: 15, 16 | Ehem. Hofanlage mit einer zu Wohnzwecken umgebauten Scheune | 1806              | 87968 DDB  |
| Bild gesucht BW                                   | Wohnhaus                                          | Klackerweg 2 (Alte Kirchgasse 1a) LageFlur: 4, Flurstück: 15, 16 | Wohnhaus der ehem. Hofanlage |                   | 88383 DDB  |
| Bild gesucht BW                                   | Fachwerkwohnhaus                                  | Lindenstraße 2 LageFlur: 3, Flurstück: 14/3 | Fachwerkwohnhaus, im Zusammenhang mit dem Bau der Friedrich-Wilhelms-Nordbahn 1848 umgesetzt                                                                                  | 1824              | 87970 DDB  |
| Eisenbahnbrücke über die Bauna                    | Eisenbahnbrücke über die Bauna                    | Main-Weser-Bahn, Rengershäuser Straße (K 17) LageFlur: 3, 5, Flurstück: 62/62, 62/63, 74/1, 99/1 | Eisenbahnbrücke der Friedrich-Wilhelms-Nordbahn mit drei rundbogig gewölbten Öffnungen                                                                                        | 1848              | 87966 DDB  |
| weitere Bilder                                    | Ev. Kirche                                        | Neue Kirchgasse 2 LageFlur: 4, Flurstück: 67/1 | Evangelische Kirche | 1912              | 87971 DDB  |
| Ehem. Schule                                      | Ehem. Schule                                      | Regershäuser Straße 4 LageFlur: 3, Flurstück: 11/11 | Ehem. Schule in Fachwerkkonstruktion | bez. 1847         | 87972 DDB  |
| Ehem. Bahnwärterwohnhaus                          | Ehem. Bahnwärterwohnhaus                          | Zum Bahnhof 22 LageFlur: 7, Flurstück: 146/14, 15 | Ehem. Bahnwärterwohnhaus – traufständiger, dreigeschossiger Backsteinbau | 1893              | 88384 DDB  |
| weitere Bilder                                    | Bahnhofempfangsgebäude                            | Zum Bahnhof 23 LageFlur: 5, Flurstück: 77/5 | Bahnhofempfangsgebäude – lang gestrecktes, schmales Gebäude von rund 60 m Länge                                                                                               | 1855              | 87973 DDB  |
| weitere Bilder                                    | Ehem. Hotel Bellevue                              | Zum Bahnhof 26 LageFlur: 7, Flurstück: 102/23, 28/1 | Ehem. Hotel Bellevue und Heimgebäude | 1851              | 87974 DDB  |